# Nicolae Marinica

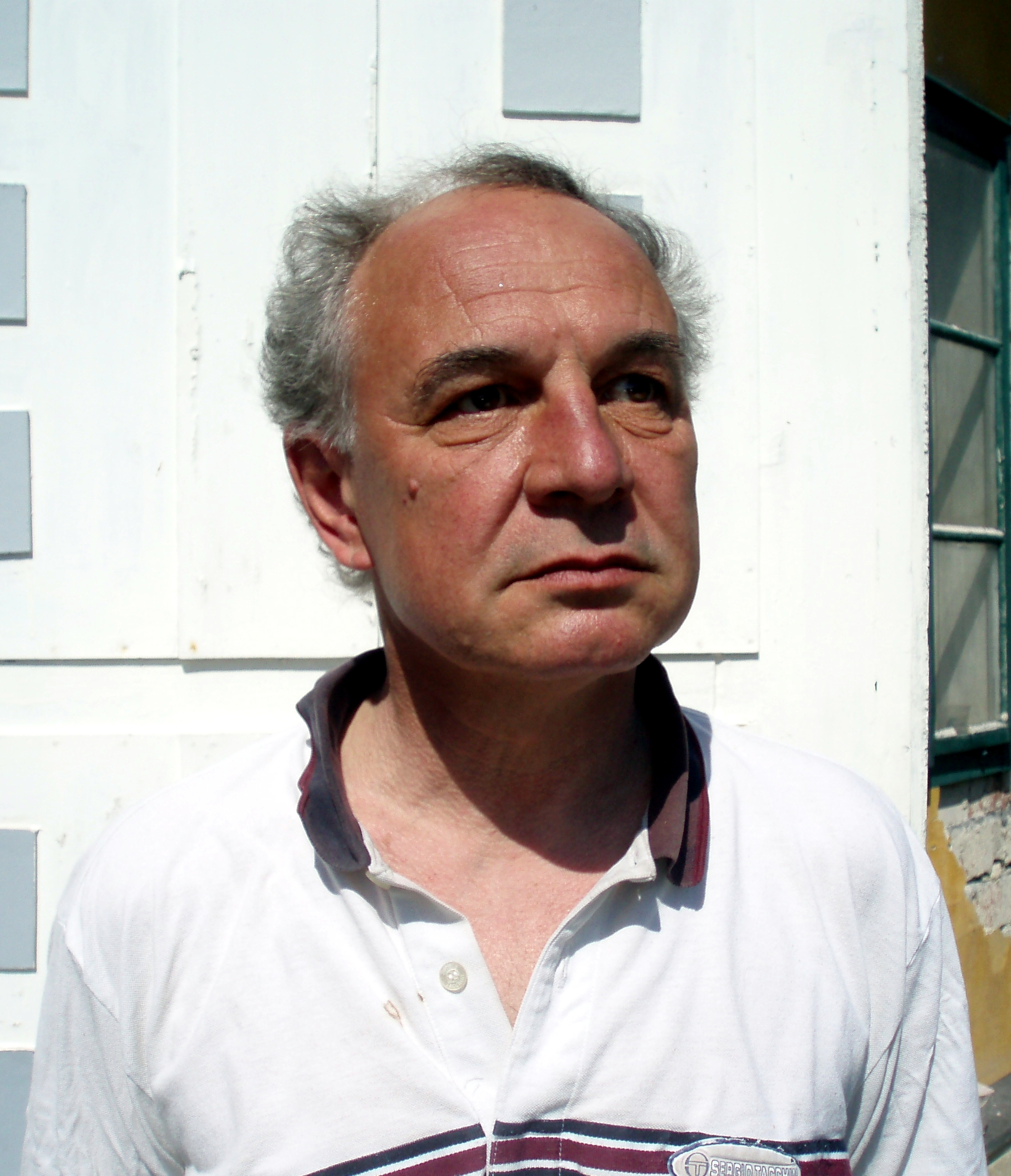
Nicolae Marinica im April 2009

Nicolae Bratu Marinica (* 4. Dezember 1952 in Zărnești; † im November 2009 in Traun) war ein aus Rumänien stammender österreichischer Bildhauer und Maler.

## Ausbildung und berufliches Wirken
Marinica besuchte von 1962 bis 1964 die Bildhauerschule in Bukarest. 1972 bis 1977 absolvierte er das Studium der Geschichte und Philosophie an der Universität Cluj. Ab 1981 war er freischaffender Bildhauer und Maler in Österreich. 1987 schloss er sich der Mühlviertler Künstlergilde an und nahm 1994 am Bildhauer-Symposion in Traun teil. 2003/2004 leitete er das Bildhauer-Seminar an der Dr. Ernst-Koref-Stiftung Linz.

## Werke
Seine Werke befinden sich in privaten und öffentlichen Sammlungen, unter anderem in der Städtischen Galerie in Traun, in der Landesgalerie Oberösterreich und im Bundesministerium für Unterricht und Kunst in Wien sowie an diversen Standorten im Ausland.
Seit 2012 ist ein Teil seiner Werke im Skulpturenpark beim Schloss Traun ausgestellt.

## Ausstellungen
Im Zeitraum 1983 bis 2009 entfaltete Marinica eine rege Ausstellungstätigkeit unter anderem im Rahmen der Mühlviertler Künstlergilde, teilweise auch im Ausland.

## Auszeichnungen
- Kulturmedaille der Stadt Linz (2002)
- Kulturmedaille des Landes Oberösterreich (2009)
- Kulturmedaille der Stadt Traun (2009)